# Ilguilas Weila
Ilguilas Weila (Níger, 1957) es una antiesclavista de derechos humanos nigerina. Es presidenta de la organización antiesclavista Timidria.

## Biografía
Ilguilas y cinco otras personas fueron arrestadas el 28 de abril de 2005 acusados de sacar ilegalmente dinero, dos mil millones de francos CFA, de donantes extranjeros. Cuatro fueron liberados poco después; y, Weila y Alassane Biga se los liberó con una fianza por un tribunal de Nigeria el 17 de junio. Negó cualquier ilicitud. Una manifestación se realizó el 19 de mayo en la capital Niamey en protesta por su arresto.
Los cargos vinieron después de una ceremonia, en marzo, para liberar 7.000 esclavos en la parte del norte de Tillabéri pero se canceló en el último minuto por el gobierno quién manifestó que la esclavitud no existe. Al menos 43.000 personas viven en subyugación a través de Nígeri, el cual prohíbe la esclavitud oficialmente desde mayo de 2004. Ese asunto debería avergonzar al presidente Mamadou Tandja, quien actualmente encabeza la Comunidad Económica de Estados de África Occidental.
Weila ha criticado la naturaleza arraigada de la esclavitud en la región y ha cuestionado el papel de la religión "El Islam ayudó en el adoctrinamiento de esclavos a través del uso de la religión, diciendo por ejemplo si desobedeces a tu amo, no accederás al paraíso, Está en las manos de tu amo," aunque el Islam dice que ningún musulmán puede ser un esclavo.